# روزلویل (نیویورک)
روزلویل (به انگلیسی: Roessleville) یک منطقهٔ مسکونی در ایالات متحده آمریکا است که در نیویورک واقع شده‌است. روزلویل ۱۰٬۷۵۳ نفر جمعیت دارد و ۷۴٫۰۷ متر بالاتر از سطح دریا واقع شده‌است.